# Guglielmo V d'Alvernia
Guglielmo d'Alvernia (1000 circa – dopo il 23 maggio 1059) fu conte d'Alvernia e conte di Clermont dal 1032 circa fino alla sua morte.

## Origine
Figlio unico del Conte d'Alvernia, Roberto I e della moglie di cui non si conosce il nome; mentre per lo storico, chierico, canonista e bibliotecario francese, Étienne Baluze, la moglie di Roberto I era Ermengarda (secondo la Flandria Generosa, la contessa d'Alvernia era la sorella della regina di Francia, Costanza d'Arles (Gostantia regina Francorum et Ermengardis comitissa Arvernensis sorores fuerunt)), la figlia del conte d'Avignone, conte di Provenza, e poi anche marchese di Provenza, Guglielmo I e della sua seconda moglie, la figlia del Conte d'Angiò, conte di Nantes e duca di Bretagna, Folco II e di Gerberga (secondo lo storico Maurice Chaume era figlia del Visconte Goffredo d'Orleans), Adelaide d'Angiò, che era al suo quarto matrimonio. (Se si considera invece il documento n° 331 del Cartulaire de Brioude, in cui il conte di Gévaudan e Forez, Pons, che morì dopo il 26 febbraio 1011 ed è citato nel Cartulaire de l'abbaye de Saint-Chaffre du Monastier et Chronique de Saint-Pierre du Puy', durante il regno di Roberto II, detto il Pio, verso il 1010, fece una donazione, per l'espiazione dei peccati propri e dei suoi familiari, tra cui, i nipoti, Roberto, Stefano e Guglielmo, allora Ermengarda o Umberga era la figlia di Stefano di Brioude e della sua seconda moglie, Adelaide d'Angiò, quindi secondo la Flandria Generosa, Ermengarda, contessa d'Alvernia era la sorellastra della regina di Francia, Costanza d'Arles (Gostantia regina Francorum et Ermengardis comitissa Arvernensis sorores fuerunt)).
Roberto I era il figlio quartogenito del Conte d'Alvernia, Guglielmo IV e di Umberga (o Ermengarda) (come risulta dal documento n° 402 del Cartulaire de Sauxillanges), di cui non si conoscono gli ascendenti, ma che secondo alcuni documenti era la figlia di Stefano di Brioude e della sua seconda moglie, Adelaide d'Angiò, ma non per il Baluze, che, nella sua Histoire généalogique de la maison d'Auvergne, sostiene che Ermengarda non è la sorellastra ma la sorella di Costanza d'Arles, quindi la moglie del conte d'Alvernia, Roberto I.

## Biografia
Verso il 1030 Guglielmo sposò Filippa di Gévaudan, che secondo il Baluze era la figlia di Stefano, conte di Gévaudan, ed era quindi la sorella di Pons, conte di Gévaudan e Forez.
Alla morte del padre, secondo il Baluze, Guglielmo V succedette a Roberto I, nei titolo di Conte d'Alvernia, avvenuta molto probabilmente, nel 1030, in quanto in un documento di quell'anno, secondo il Baluze, Guglielmo V viene citato con tutta la famiglia e accreditato del titolo di conte.
Nel 1044, Guglielmo fece una donazione alla cattedrale di Clermont, assieme alla moglie Filippa ed ai figli, Stefano, Begone e Ponzio, come ci viene documentato dal Baluze, nel suo Histoire généalogique de la maison d'auvergne, tomè II.
Un'altra donazione, di cui non si conosce la data, fu fatta da Guglielmo, con la moglie, Filippa ed i figli, Roberto, Guglielmo e Ponzio, secondo il documento n° 279 del Cartulaire de Sauxillanges; e sempre secondo un documento, non datato, del Cartulaire de Sauxillanges, il n° 571, fece una donazione al monastero di Sauxillanges, per l'espiazione dei peccati suoi, della moglie e dei figli, Roberto e Guglielmo.
Nel 1047, Guglielmo fece una donazione all'abbazia di Charroux, assieme alla moglie ed ai figli, Stefano, Roberto, Guglielmo e Ponzio
il 23 maggio 1059, come ci conferma il Baluze, Guglielmo, nella cattedrale di Reims assistette all'incoronazione del piccolo Filippo I a re di Francia, assieme a suo padre, Enrico I.
Di Guglielmo V non si conosce la data esatta della morte, che, secondo il Baluze avvenne verso il 1060 e, nel titolo di conte d'Alvernia gli successe il figlio, Roberto II.
Comunque, alcuni anni dopo il 1060, Filippa fece una donazione, non datata, al monastero di Sauxillanges, per le anime del marito Guglielmo V e dei figli, Guglielmo e Ponzio, controfirmata dal figlio Roberto, citato come conte e dalla moglie di lui, Giuditta.

## Discendenza
Guglielmo da Filippa ebbe cinque figli:
- Stefano, che secondo alcuni fu vescovo di Clermont, ma non per il Baluze[17], che morì giovane essendo citato solo in due donazioni, quella del 1044[10] e quella del 1047[13]
- Roberto (? - 1096), conte d'Alvernia[17].
- Guglielmo (? - ca. 1060), citato in diverse donazioni, sia non datate[11][12], che in quella del 1047[13], ma premorto alla madre[16]
- Begone, morto giovane, in quanto citato solo nella donazione del 1044[10][18],
- Ponzio (? - ca. 1060), che aveva il nome dello zio materno, Pons, conte di Gévaudan e Forez[17] e fu citato in diverse donazioni, sia non datate[11][12], che in quella del 1047[13], ma premorto alla madre[16].

## Ascendenza
|                         |                       |                        | Genitori          |  |  | Nonni |  |  | Bisnonni               |  |  | Trisnonni             |  |
|                         |                       |                        |                   |  |  |       |  |  | Roberto II di Clermont |  |  | Roberto I di Clermont |  |
|                         |                       |                        |                   |  |  |       |  |  | Roberto II di Clermont |  |  | Roberto I di Clermont |  |
|                         |                       | Aldegardis             |                   |  |  |       |  |  | Roberto II di Clermont |  |  |                       |  |
| Guglielmo IV d'Alvernia |                       |                        |                   |  |  |       |  |  | Roberto II di Clermont |  |  |                       |  |
|                         |                       | Engelberga             | …                 |  |  |       |  |  |                        |  |  |                       |  |
|                         |                       | Engelberga             | …                 |  |  |       |  |  |                        |  |  |                       |  |
|                         |                       | Engelberga             | …                 |  |  |       |  |  |                        |  |  |                       |  |
| Roberto I d'Alvernia    |                       | Engelberga             |                   |  |  |       |  |  |                        |  |  |                       |  |
|                         |                       | …                      | …                 |  |  |       |  |  |                        |  |  |                       |  |
|                         |                       | …                      | …                 |  |  |       |  |  |                        |  |  |                       |  |
|                         |                       | …                      | …                 |  |  |       |  |  |                        |  |  |                       |  |
| Umberga                 |                       | …                      |                   |  |  |       |  |  |                        |  |  |                       |  |
|                         |                       | …                      | …                 |  |  |       |  |  |                        |  |  |                       |  |
|                         |                       | …                      | …                 |  |  |       |  |  |                        |  |  |                       |  |
|                         |                       | …                      | …                 |  |  |       |  |  |                        |  |  |                       |  |
| Guglielmo V d'Alvernia  |                       | …                      |                   |  |  |       |  |  |                        |  |  |                       |  |
|                         | Bosone II di Provenza | Rotboldo I di Provenza |                   |  |  |       |  |  |                        |  |  |                       |  |
|                         | Bosone II di Provenza | Rotboldo I di Provenza |                   |  |  |       |  |  |                        |  |  |                       |  |
|                         | Bosone II di Provenza | Ermengarda d'Aquitania |                   |  |  |       |  |  |                        |  |  |                       |  |
| Guglielmo I di Provenza | Bosone II di Provenza |                        |                   |  |  |       |  |  |                        |  |  |                       |  |
|                         |                       | Costanza di Provenza   | …                 |  |  |       |  |  |                        |  |  |                       |  |
|                         |                       | Costanza di Provenza   | …                 |  |  |       |  |  |                        |  |  |                       |  |
|                         |                       | Costanza di Provenza   | …                 |  |  |       |  |  |                        |  |  |                       |  |
| Ermengarda d'Avignone   |                       | Costanza di Provenza   |                   |  |  |       |  |  |                        |  |  |                       |  |
|                         |                       | Folco II d'Angiò       | Folco I d'Angiò   |  |  |       |  |  |                        |  |  |                       |  |
|                         |                       | Folco II d'Angiò       | Folco I d'Angiò   |  |  |       |  |  |                        |  |  |                       |  |
|                         |                       | Folco II d'Angiò       | Rosalia di Loches |  |  |       |  |  |                        |  |  |                       |  |
| Adelaide d'Angiò        |                       | Folco II d'Angiò       |                   |  |  |       |  |  |                        |  |  |                       |  |
|                         |                       | Gerberga               | …                 |  |  |       |  |  |                        |  |  |                       |  |
|                         |                       | Gerberga               | …                 |  |  |       |  |  |                        |  |  |                       |  |
|                         |                       | Gerberga               | …                 |  |  |       |  |  |                        |  |  |                       |  |
|                         |                       | Gerberga               |                   |  |  |       |  |  |                        |  |  |                       |  |

### Fonti primarie
- (LA)  Cartulaire de Brioude.
- (LA)  Cartulaire de Sauxillanges.
- (LA)  Monumenta Germaniae Historica, Scriptores, tomus IX.
- (LA)  Cartulaire de l'abbaye de Saint-Chaffre du Monastier et Chronique de Saint-Pierre du Puy.
- (LA)  Baluze, Histoire généalogique de la maison d'Auvergne, tome 2.

### Letteratura storiografica
- Louis Alphen, la Francia nell'XI secolo, in «Storia del mondo medievale», vol. II, 1979, pp. 770–806
- (FR)  Baluze, Histoire généalogique de la maison d'Auvergne, tome 1.